# قطعنامه ۵۹۲ شورای امنیت
قطعنامه ۵۹۲ شورای امنیت سازمان ملل متحد که در تاریخ ۰۸ دسامبر ۱۹۸۶ تصویب شد، سندی بین‌المللی دربارهٔ سرزمین‌های اشغالی توسط اسرائیل است. این قطعنامه طی نشست ۲۷۲۷ام با ۱۴ موافق، ۰ مخالف و ۱ ممتنع تصویب شد.